# Премія Симони де Бовуар

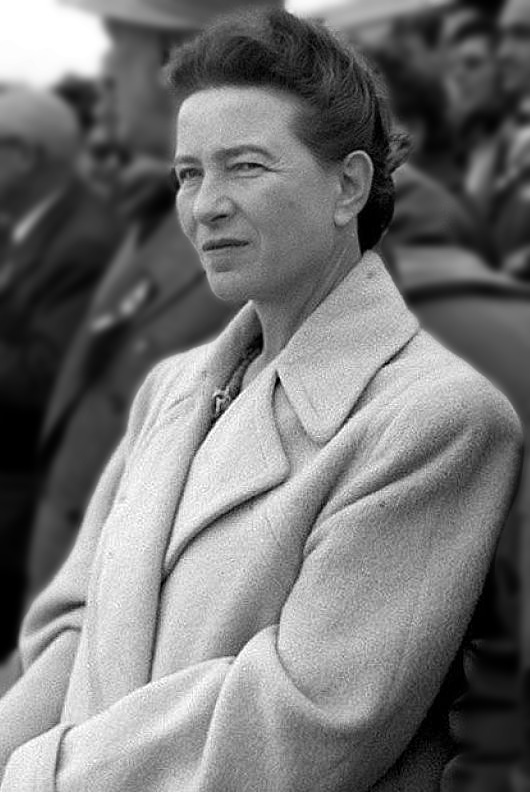
Симона де Бовуар, 1955

Премія Симони де Бовуар (фр. Prix Simone de Beauvoir pour la liberté des femmes) — це міжнародна премія з прав людини за свободу жінок, яка надається з 2008 року особам або групам, які борються за гендерну рівність та виступають проти порушень прав людини. Премія названа на честь французького філософа та письменниці Симони де Бовуар, авторки класичного для західного феміністського руху трактату про права жінок «Друга стать» (1949). Премія заснована феміністським теоретиком Юлією Крістевою 9 січня 2008 року, до 100-річчя від дня народження Симони де Бовуар. Сільві Ле Бон де Бовуар (прийомна донька Симони де Бовуар) та П'єр Брас — є головами призового комітету. За словами організаторок:
Симона де Бовуар вела боротьбу за права жінок зусиллями, що тривали два століття. Своєю всесвітньо відомою книгою "Друга стать" Симони де Бовуар створила революцію в міжнародному жіночому русі.
Журі цієї премії, до складу якої входять приблизно 20 міжнародно відомих діячів, серед яких кілька письменників, соціологів, філософів, журналістів та політиків, хотіло наголосити на тому, що боротьба за права жінок — це не французька, європейська чи західна концепція, це боротьба, яка залучила жінок зі всього світу.

Премія надається щороку чудовій особистості, сміливість та думки якої є прикладом для всіх, в дусі Сімони де Бовуар, яка написала: «Кінцевим кінцем, до якого люди повинні прагнути, є свобода, єдина здатна [річ], щоб встановити кожен кінець».

## Лауреатки
- 2008  — Тасліма Насрін, письменниця з Бангладешу, і Аяан Хірсі Алі, голландська феміністка, письменниця і політична діячка.[4][5][6]
- 2009  — іранська компанія “Мільйон підписів”[en] з підтримки фемінізму в Ірані, що вимагає змін до сексистських іранських законів.[1][7]
- 2010  — Ай Сяомінга[en], китайська відеооператорка та професор університету Сунь Ят-сена[en], та Го Цзяньмей[en], китайська юристка та засновниця Центру досліджень жіночого права та юридичної допомоги при Школі юридичного університету в Пекіні.[8]
- 2011  — Людмила Уліцька, російська романістка і громадська правозахисниця.[9]
- 2012  — Туніська асоціація демократок[fr][10]
- 2013  — Малала Юсафзай, пакистанська студентка, блогерка та активістка за право на освіту для дівчат.[11]
- 2014  — Мішель Перрот[en], французький історик.[12]
- 2015  — Національний музей жінок у мистецтв і у Вашингтоні, округ Колумбія, єдиний великий у світі музей, повністю присвячений художній творчості жінок.[13]
- 2016  — заступниця мера міста Лампедузи (Італія) Джузеппіна Ніколіні за участь у інтеграції іммігрантів на острові.[14]
- 2017  — Барбара Новацька, президент польської асоціації «Save Save», яка захищає право на аборт.[15]
- 2018  — Аслі Ердоган, журналістка з Туреччини.[16]
- 2019  — Сара Гарсія Гросс, активістка Сальвадору.[17]

## Журі

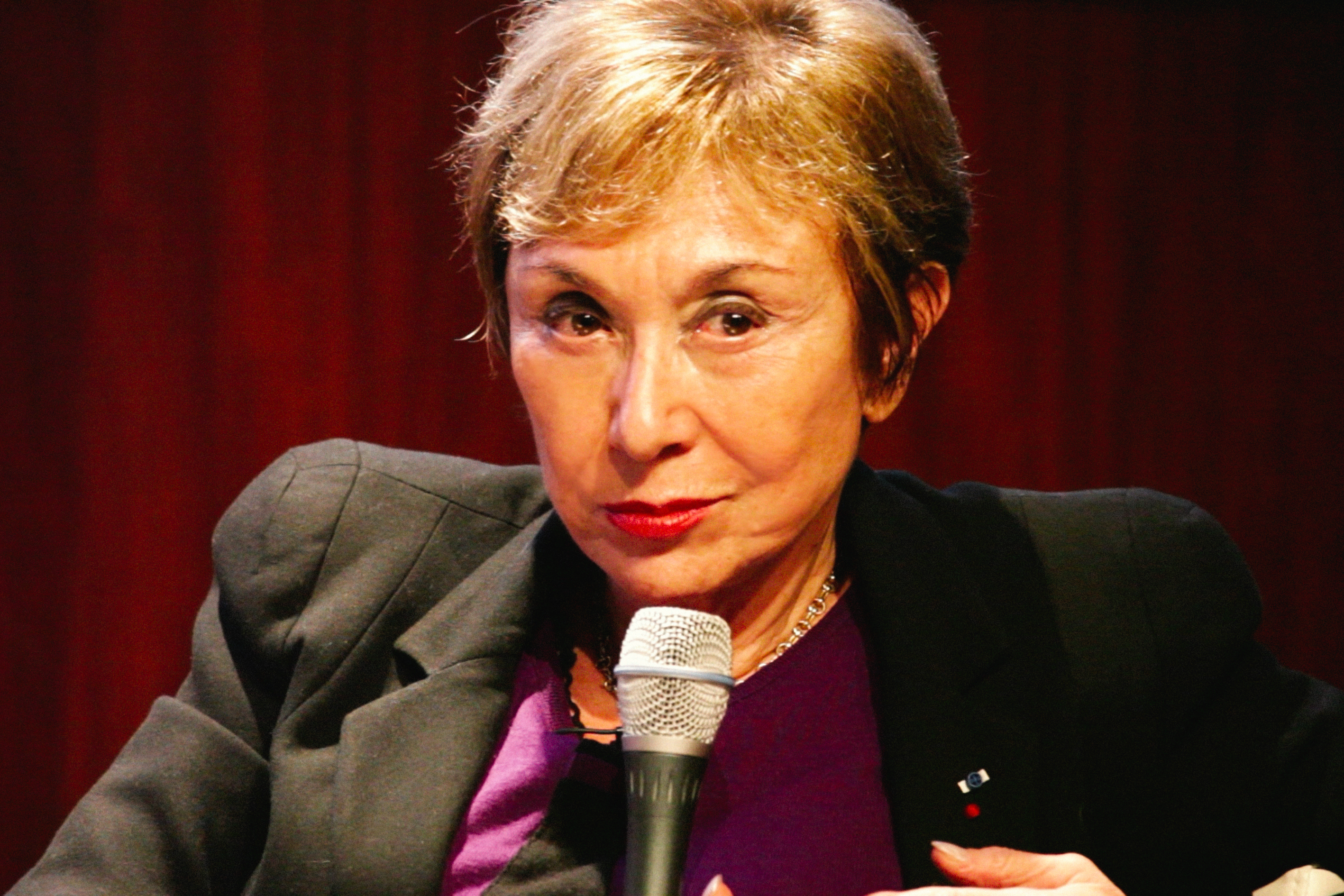
Юлія Кристєва, засновниця Премії. 2016

## Журі[18]
- Юлія Кристєва, засновниця Премії. 2016Джулі Ауграс
- Констанція Борде
- П'єр Брас
- Ніколь Фернандес Феррер
- Мадлен Гобей-Ноель[fr]
- Сіхем Хабчі[fr]
- Ліліан Кандель[fr]
- Смаін Лачер
- Ліліан Лазар
- Рахіда Леммахті
- Аннет Леві-Віллард
- Шейла Мальовані-Шевальє
- Тіпейн Мартін
- Франсуаза Пік[fr]
- Іветт Руді[fr]
- Аліса Шварцер[fr]
- Енн Зеленська[fr]

## Історії лауреаток премії

### 2008 рік

#### МадамАяан Хірсі Алі

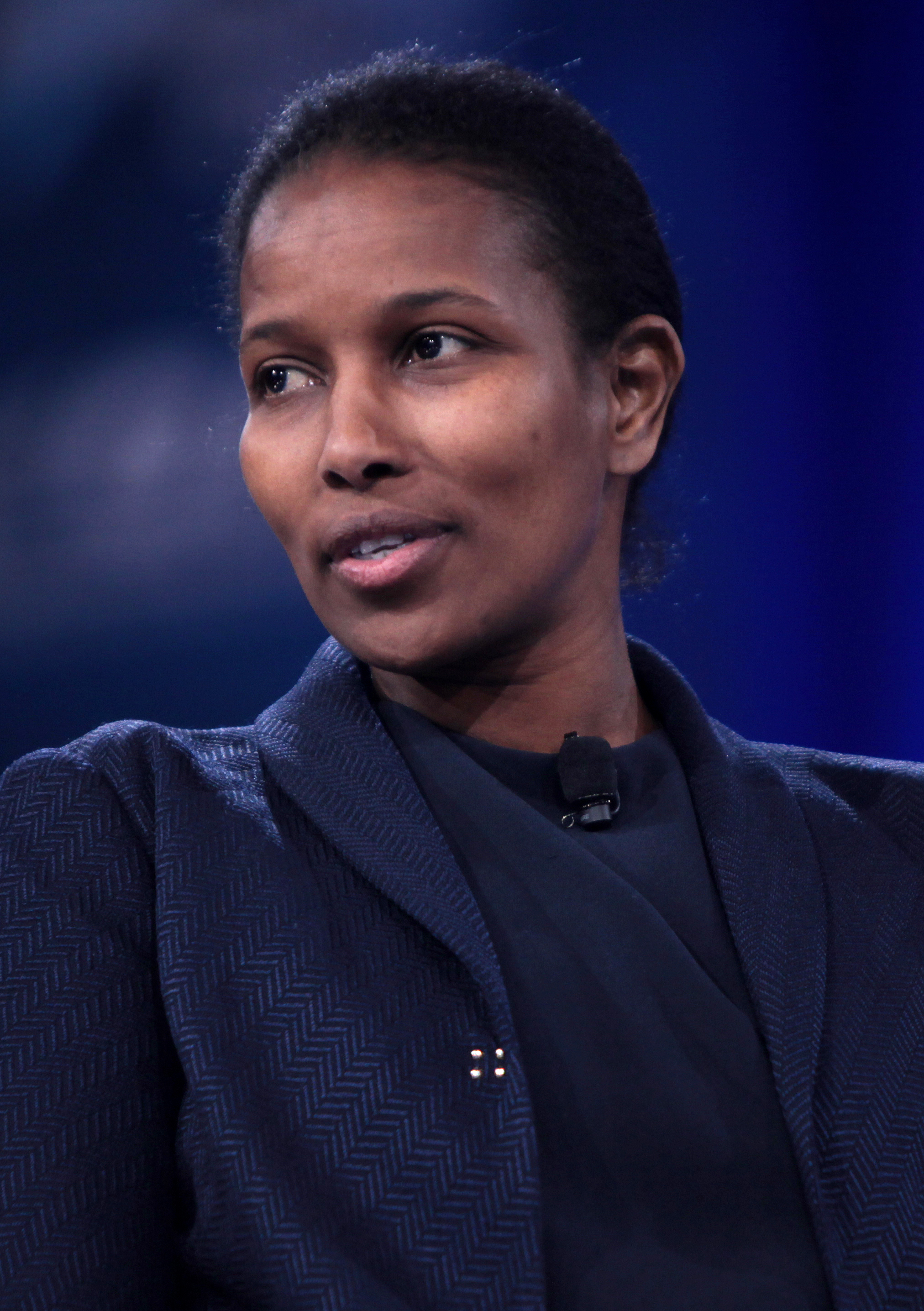
Аяан Гірсі Алі, 2016

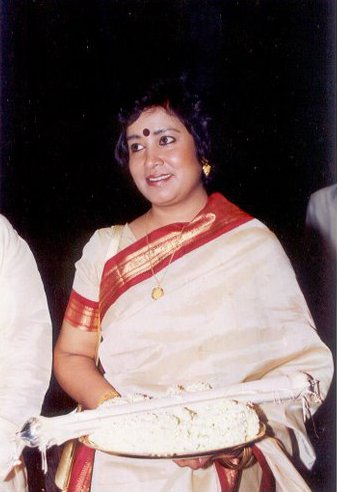
Тасліма Насрін, 2000

Народилася в Ефіопії в 1969 році, заслана у Нідерланди. Аяан Хірсі Алі — голландська політична діячка, обрана до парламенту в 2003 році членом Ліберальної та Демократичної народної партії. Вона прийняла законопроєкт, який суттєво обмежує практику жіночого обрізання. Авторка численних статей, які заперечують небезпеку комунітаризму, яку вона вважає перешкодою для інтеграції, і закликає європейський іслам до періоду «Просвітництва». Аяан Хірсі Алі часто говорить про себе, як про «чорного Вольтера», посилаючись на французького письменника, що прищеплює клерикалізм, як християнський, так і мусульманський.
Саме під захистом поліції вона опублікувала свою книгу «De Zoontjesfabriek» («Фабрика сина»), яка принесла їй численні загрози смерті через чітку критику патріархатних відносин між чоловіком і жінкою у мусульманській релігії. Закликаючи європейський іслам до періоду «Просвітництва», Аяан Гірсі Алі звертається до європейських демократій, завданням яких є гарантувати свободу життя та думки жінок незалежно від їх походження.
ЇЇ твори, опубліковані французькою мовою, L'insoumise (2005—2006) та Ma vie rebelle (2006), свідчать про боротьбу жінки, яка пристрасно прихильна до ефективної взаємодії між жінками іммігрантками, зокрема мусульманського та європейського суспільства.

#### МісісТасліма Наслін
Народилася в Бангладеші в 1962 році. Спочатку була гінекологинею у державній лікарні, потім письменницею. Після публікації першого роману «Ладжа» (La Honte), який засуджує гноблення, в якому живе індуїстська громада в Бангладеші, Тасліма Наслін загрожує ісламським фундаменталістам. Її творчість була на фронті прогресивної літератури в Бангладеші та Індії. Отримала престижні нагороди, включаючи премію Сахарова за свободу думки, надану Європарламентом у 1994 році, тоді як фундаменталісти палили її книги та вимагали її повісити. Тасліма Наслін змушена була поїхати на заслання у Швецію, потім в Берлін, Стокгольм, Нью-Йорк та нарешті у Колкат в Бенгалії, де намагається отримати індійське громадянство. Книги, перекладені французькою мовою: Місця, а не місця уяви (1994), Жінки, проявіть себе! (1994), Інше життя: вірші (1995), Повернення: за ним весільні сцени, оповідання (1995), Альтернатива, за ними Доля жінки: історії (1997), Дитинство, жіноче (1998), Жінки: вірші про кохання та боротьбу (2002), Вітер та пориви, історія (2003). Твори Наслін підтверджують відданий талант та гуманістичну рішучість жінки, для якої залишається свобода, як писала Симона де Бовуар «кінець, який ще потрібно завоювати».

### 2009 рік

#### Іранська кампанія"Мільйон підписів"[en]
Кампанія проти законів, що дискримінують жінок в Ірані, мета — отримати мільйон підписів на підтримку своїх зусиль.
Цей рух докладає важливих зусиль для пояснення значення та природи прав людини та прав жінок для самих жінок, заохочуючи кожну з них долучитися до боротьби проти гендерної нерівності. Кампанія «Мільйон підписів» — це новий та інноваційний рух, оскільки він не сформувався навколо однієї прогресивної та відомої центральної фігури, скоріше це широкий рух, де активістки відвідують інших жінок, беруть участь в обговоренні з ними, йдуть від дому до дому і пояснюють кожній жінці про права жінок.
Завдяки стратегії віч-на-віч та через Інтернет вони створили широку мережу ідей та людей, до якої входять жінки з усіх груп, включаючи жінок із низьким рівнем доходу та соціально-економічно розвинених груп. Ці зусилля відповідають духу творчості Сімони де Бовуар.

### 2010 рік

#### Ай Сяомінга[en]
Мисткиня Ай Сяомінга входить до групи «громадських інтелектуалів», як говорять у Китаї. Насправді, у французькій традиції, а особливо у традиції Сімони де Бовуар, можна було б кваліфікувати її як «віддану інтелігенцію», в тому сенсі, що вона не вагається втручатися в публічні дебати чи ні. Сяомінга не веде сумнівної боротьби за променисту утопію, а дуже просто та дуже сміливо, в щоденній боротьбі захищає права жінок та чоловіків у Китаї, що є жертвами кривдних несправедливостей. Пані Ай Сяомінга веде цю боротьбу по-різному: пишучи, розмовляючи, чи то в інтернеті, чи відповідаючи на інтерв'ю, але протягом останніх років робила це переважно за допомогою документальних фільмів, які режисерує, у співпраці з незалежною режисеркою Ху Цзе.
Керуючи та транслюючи ці документальні фільми в абсолютно незалежній формі, Ай Сяомінга прагне утвердити себе як громадянку та допомогти іншим бути також громадянами, а не слухняними суб'єктами чи пасивними споживачами.
Ай Сяомінга не терористка, вона звичайна жінка і абсолютно ненасильницька, але своїм талантом і сміливістю вона захищає загальнолюдські цінності.

#### Го Цзяньмей[en]

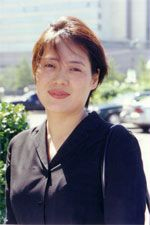
Го Цзянмей

Китайська юристка, правозахисниця та директор громадської організації з правової допомоги для жінок. Народилася в селянській родині у збіднілому регіоні Хуа, провінція Хенань.  Вона була свідком бідності, нерозвиненості та порушення прав жінок як у попередніх поколіннях власної родини, так і в селі, де жила. Цей факт став поштовхом до її бажання покращити статус жінки у Китаї і боротися за свої права. У 18 років навчалася на юридичному факультеті Пекінського університету, який закінчила у 1983 році. Згодом працювала в Міністерстві юстиції, Всекитайської федерації жінок та Всеукраїнської асоціації юристів. В даний час є виконавчою директором жіночого юридичного науково-дослідного та сервісного центру юридичної школи Пекінського університету.
У 1995 році взяла участь у Четвертому міжнародному форумі юристок та міжнародній світовій конференції ООН з питань жінок у Пекіні. Пізніше того ж року з колегами заснувала Центр правових досліджень та послуг юридичної школи Пекінського університету, першу неприбуткову неурядову організацію, що спеціалізується на правовій допомозі жінок у Китаї.  З цього часу Центр перетворився на впливову силу щодо захисту прав та інтересів жінок.  
Брала участь у перегляді китайсього Закону про шлюб в 2001 році та у прийнятті Положення про правову допомогу в 2003 році. Також вона опублікувала 8 книг і є редакторкою трьох томів популярного права: «Закон про повсякденне життя» та «Посібник з справ про правову допомогу жінкам ".

### 2011 рік

#### Людмила Улицька

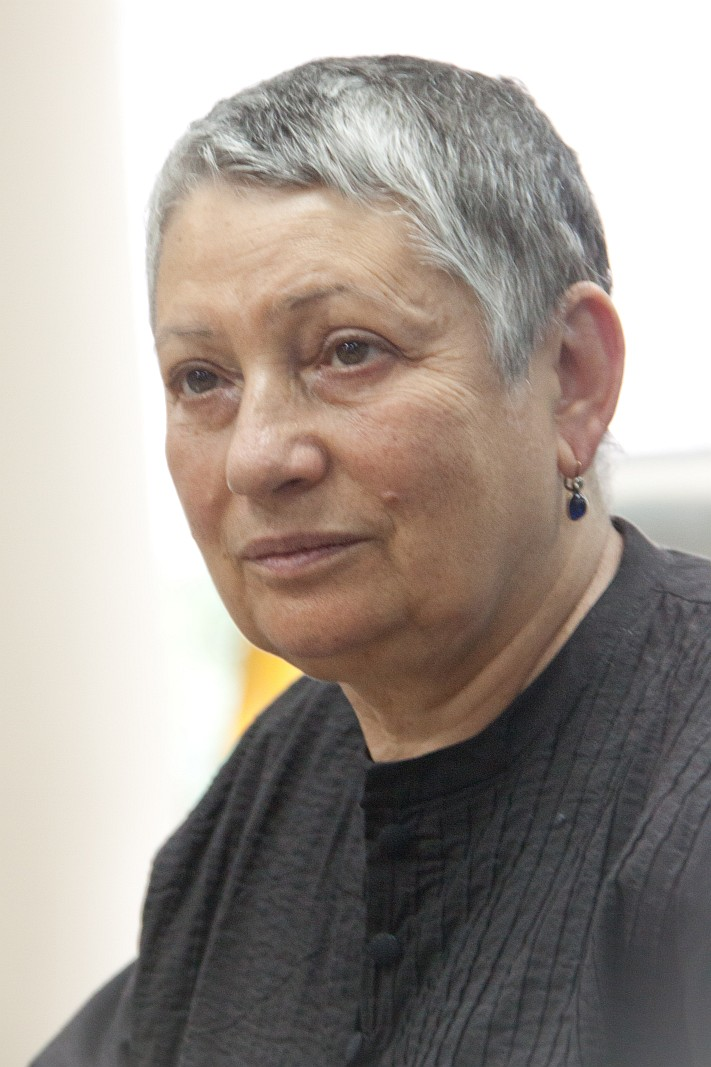
Людмила Улицька

Російська романістка, праці якої демонструють «гостре почуття справедливості та демократії». Перші оповідання вийшли наприкінці 1980-х, за її сценаріями були зняті фільми: «Сестрички Ліберті» Володимира Грамматікова і "Жінка для всіх". Перша книга — «Сонечка» (1992) — увійшла до списку фіналісток премії «Російський Букер» за 1993 рік, «Джузеппе Ацербі» (Італія), була визнана у Франції найкращою перекладною книгою року і відзначена премією «Медічі». Серед відомих творів: романи «Медея і її діти» (1996) і «Казус Кукоцького», повість «Веселі похорони».
Улицька відома тим, що виступає проти російського уряду. Має чітку громадську позицію: у березні 2014 підписала звернення російських діячів культури проти окупації Криму; у травні 2018 приєдналась до заяви російських літераторів на захист українського режисера Олега Сенцова, незаконно засудженого у РФ.

### 2012 рік

#### Туніська асоціація демократок[fr]
Група туніських жінок, які вирішили створити автономний жіночий рух, щоб представити інший дискурс та інший підхід з метою боротьби з патріархальним гнобленням та здобуття громадянства. З 1989 року Туніська асоціація демократок утвердила себе як феміністична асоціація, вірна його основним принципам. Вона бореться за самостійність, множинність та солідарність, виступає за гендерну рівність, демократію, секуляризм та соціальну справедливість. Асоціація поставила собі за мету захист прав жінок та сприяння рівності в цивільній, політичній, соціальній, економічній та культурній сферах. Вона бореться проти всіх форм дискримінації жінок та насильства проти жінок, проти всіх проявів патріархального порядку. Асоціація є членом організації Міжнародної федерації прав людини (FIDH).

### 2013 рік

#### Малала Юсафзай

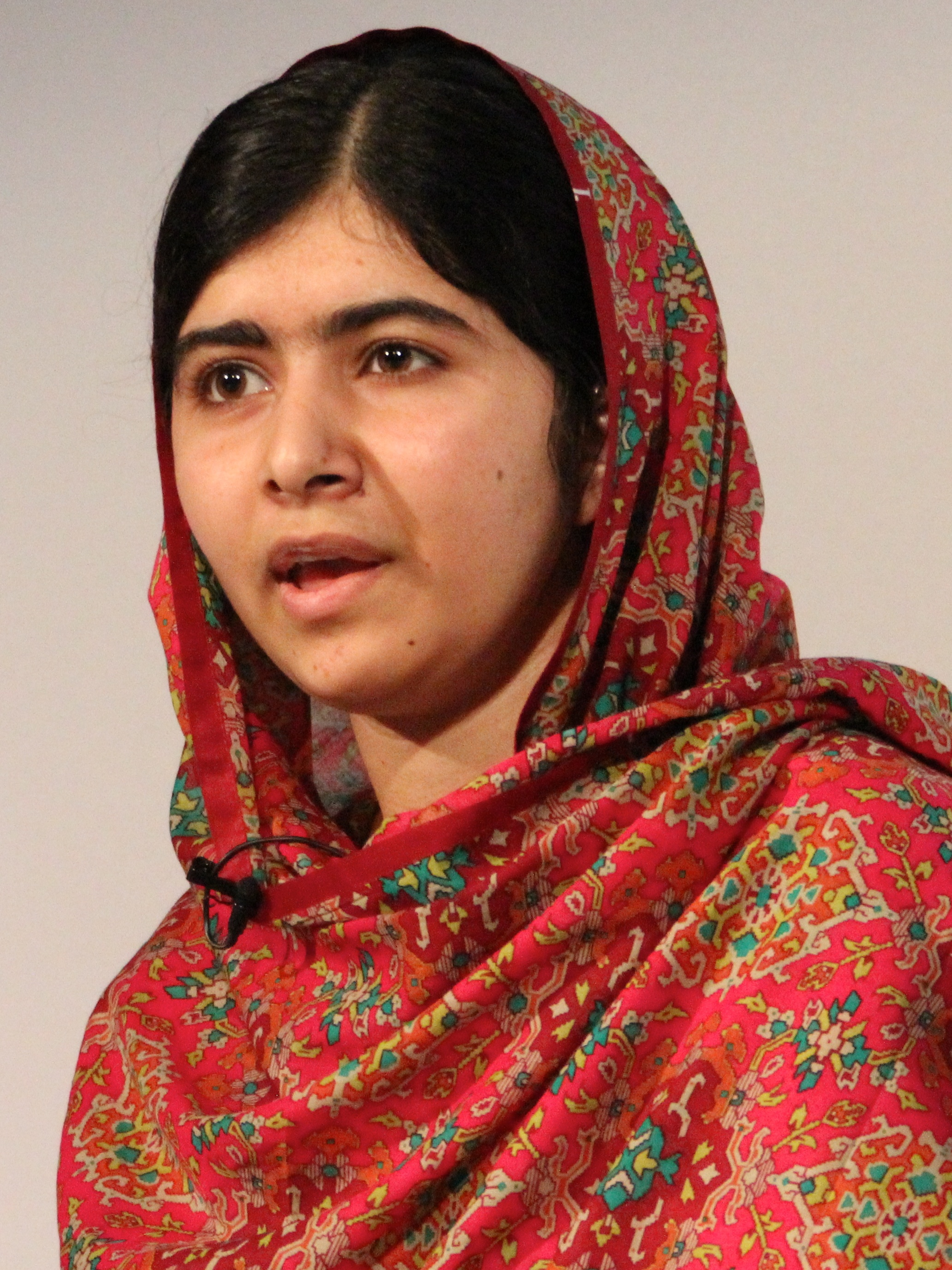
Малала Юсафзай, 2014

Пакистанська студентка, блогерка та активістка за право на освіту для дівчат. Народилася в 1997 році в Мінгорі, провінція Хібер-Пахтунхва, де виступала проти талібів, які намагалися заборонити навчання дівчат.
У дитинстві написала блог для BBC, розповівши про свою точку зору на освіту та своє життя за правління талібів. Дівчина отримала декілька пакистанських та міжнародних відзнак, тоді як її регіон був предметом боротьби між пакистанськими талібами та армії.
9 жовтня 2012 року Юсафзай стала жертвою замаху на вбивство, в якому отримала серйозні поранення. Напад був засуджений всім політичним класом в країні. 15 жовтня була переведена в лікарню в Бірмінгемі у Британії для подальшого лікування. Ця атака призвела до висвітлення в міжнародних ЗМІ боротьби Юсафзай та проблем обмеження доступу до світи для жінок у регіоні.
У 2014 році, у 17 років, Юсафзай отримала Нобелівську премію миру з індійським кайлашем Сатьярті, що зробило її наймолодшою лауреаткою в історії премії серед обох статей.

### 2014 рік

#### Мішель Перрот[en]

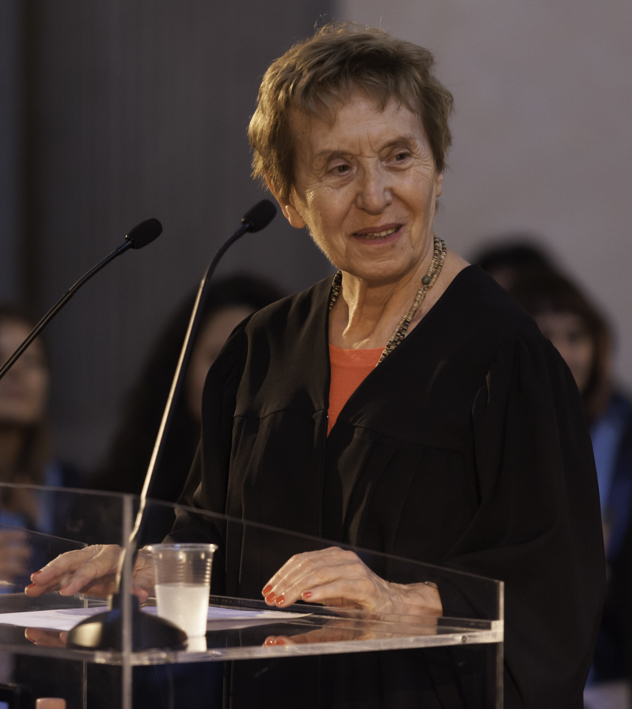
Мішель Перрот, 2016

Заслужена історикиня, професор сучасної історії в Паризькому Університеті і відома французька феміністка. Народилася в Парижі 18 травня 1928 року. Завдяки своїй піонерській роботі є однією з великих фігур в жіночій історії. Також працювала над історією робітничого руху та французькою тюремною системою.
Перрот особливо сприяла появі історії жінки та статі. З Жоржем Дюбі вона, зокрема, керувала «Історією жінок на Заході» (5 т., Плон, 1991—1992 рр.) та опублікувала всі свої статті з цього питання у «Жінки чи мовчазні історії», Flammarion, 2001. Для неї, якщо фемінізм є універсальною свободою, він повинен бути змішаним, на відміну від універсалістичного фемінізму 1970-х, диференціалізму, та враховувати відмінності в кольорі шкіри, соціальному класі тощо.

### 2015 рік

#### Національний музей жінок у мистецтві
Приватний музей, заснований в 1981 році у Вашингтоні (Вільгельміна Коул Холладей). Це єдиний у світі музей, повністю присвячений жіночому мистецтву. Музей функціонує та відкритий для публіки з 1987 року. Відомі художниці, такі як: Мері Кассат, Фріда Кало і Джорджія О'Кіф, а для Франції: Елізабет Віже-Лебрен , Роза Бонеур, Каміла Клодель, Соня Делоне та Симона Ертан, є серед художниць, представлених в постійних колекціях.

### 2016

#### Джузеппіна Ніколіні
Заступниця мера острова Лампедуза (Італія) у віці 23 років, присвятила своє життя рідному місту. Наполегливо виступаючи за екологію, вона постійно та гостро бореться за захист навколишнього середовища та проти спекуляцій власністю на острові.
Багато італійців високо оцінюють спонтанність, людяність, мужність та рішучість Джузепіни Ніколіні. Перед лицем загроз і залякувань вона чинить опір, заробляючи собі прізвисько «левиця». З 6 000 населення острова Ніколіні також вітає мігрантів і часто ховає мертвих.
Острів Лампедуза є одним з головних пунктів входу нелегальної імміграції в Європу. Також це острів, страждає від перенаселення кораблів, що зазнали поразки за останні кілька років. Щороку, тисячі мігрантів втікають на цей острів, який ближче до Тунісу, ніж до Сицилії.
З моменту обрання в травні 2012 року мером островів Лампедуза та Ліноза, Джузепіна Ніколіні вела боротьбу за права мігрантів. Вона вітає їх, коли вони прибувають загружені в імпровізованих катерах. Щодня на острів прибувають десятки тисяч мігрантів. Щодня вона вітає травмованих людей, що вижили, організовує їм виживання на острові, відзначає імена загиблих у морі, а також, найголовніше, намагається мобілізувати італійську та європейську владу з метою пошуку реальних рішень.

### 2017 рік

#### Барбара Новацька

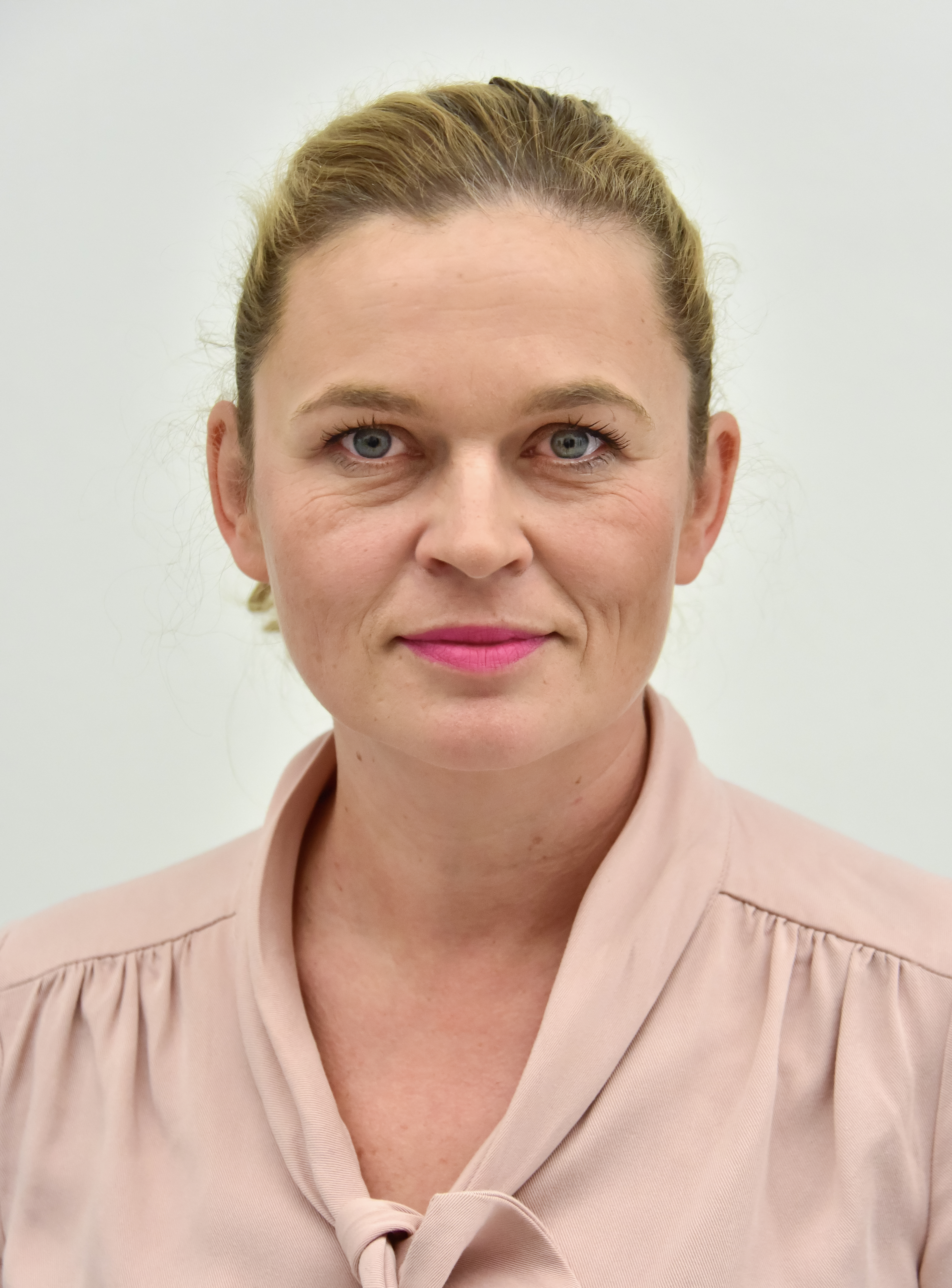
Барбара Новацька, 2019

Президентка польської асоціації «Врятуй жінок», яка захищає право жінок на аборт.
Новацька розпочала свою соціальну діяльність у 1993 році, працюючи на телефонній довідковій лінії для жінок, заснованій Федерацією жіночого та сімейного планування.
У 1997 році приєдналася до Федерації профспілки молодих робітників (ФМУП), а в 2001 році — до профспілки. З 2000 року була віцепрезиденткою ФМУП — спочатку відповідала за контакти зі ЗМІ, а згодом за міжнародні справи.
У 2005 році була однією із засновниць організації «Молоді соціалісти».
З лютого 2016 року Новацька активно працювала в Польській ініціативі — партії, що асоціює чиновників, активістів та активістів місцеві органи влади з прогресивними та проєвропейськими поглядами з усієї Польщі. У 2019 році Польська ініціатива приєдналася до Громадянської коаліції. Там політична діячка виступає за право на аборт, на штучне запліднення, у тому числі для самотніх жінок, за рівні права для гомосексуальних пар, зокрема, на усиновлення дітей.

### 2018

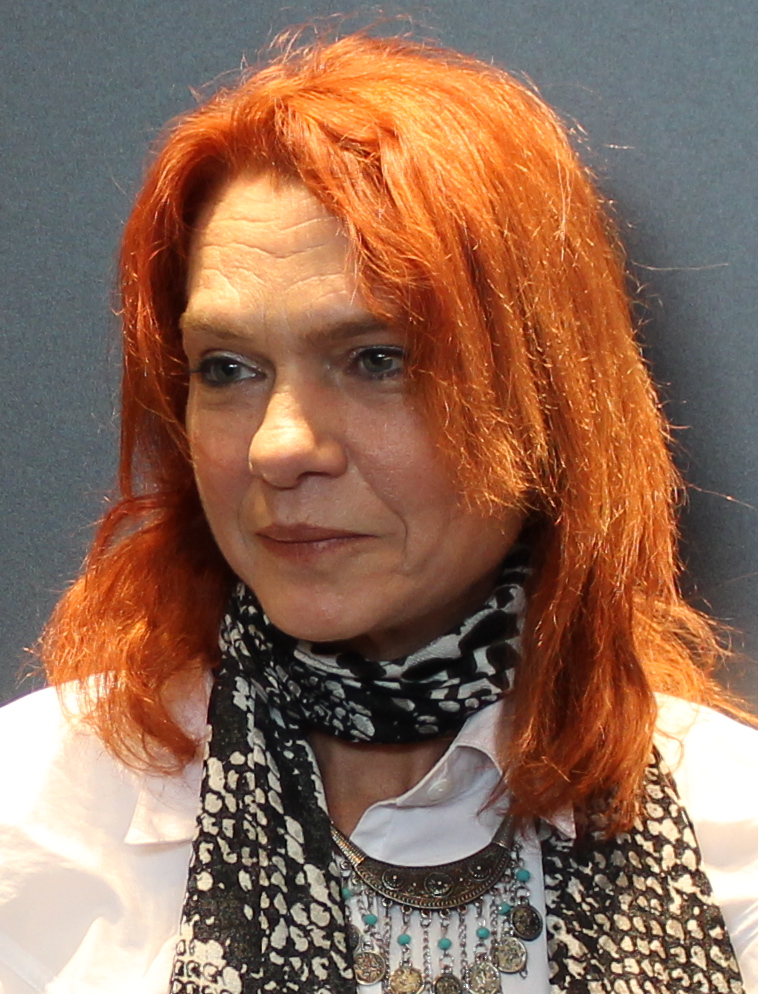
Асли Ердоган, 2017

#### Асли Ердоган
Турецька письменниця, правозахисниця, фізикиня та колумністка. Працювала журналісткою газети «Özgür Gündem» та оглядачкою газети «Radikal».
Перше оповідання Асли Ердоган «Остання прощальна записка» отримало третє місце на літературному конкурсі «Yunus Nadi» 1990 року. Її перший роман «Оболонка людини» (тур. Kabuk Adam) опублікований в 1994 році, а у 1996 році вийшов збірник оповідань «Чудовий Мандарин» (тур. Mucizevi Mandarin). Оповідання «Дерев'яні птахи» отримало першу премію від радіостанції «Deutsche Welle» у 1997 році, а її другий роман «Місто в багряному плащі» (тур. Kırmızı Pelerinli Kent) здобув численні нагороди за кордоном, опублікований англійською.
З 1998 по 2000 роки Ердоган входила в організований Пен-клубом комітет ув'язнених письменників в тюрмах. З 1998 року вела колонку в газеті «Radikal». З 2011 року вела колонку в газеті «Özgür Gündem», в якій писала про проблему насильства проти жінок, умови утримання ув'язнених і права курдів.
16 липня 2016 року у Туреччині сталася спроба державного перевороту. 17 липня в країні відбулись масові арешти прихильників Фетхуллаха Ґюлена. Серед заарештованих були 20 працівників редакції «Özgür Gündem», включаючи Асли Ердоган. Більшість незабаром були випущені, але четверо, включаючи Ердоган, були залишені в тюрмі за членство в Робітничій партії Курдистану, яка визнана Туреччиною терористичною організацією. 30 грудня 2016 року Асли Ердоган була визнана невинною і випущена з в'язниці. Її обрали письменницею-резиденткою ICORN в Кракові. У 2017 році повернулася в Туреччину.

### 2019

#### Сара Гарсія Гросс
Народилася у Сальвадорі в місті Чальчуапі в 1986 році. Вона є активісткою, феміністкою та правозахисницею. Здобула ступінь з психології у Центральноамериканському університеті Хосе Сімеона Каньяса та спеціалізацію з гендерних питань Національного автономного університету Мексики. Вона є координаторкою політичного пропагандистського об'єднання громадян за декриміналізацію терапевтичних, етичних та евгенних абортів. Це об'єднання є багатопрофільною громадською організацією, яка прагне підвищити рівень обізнаності щодо зміни сальвадорського законодавства щодо абортів. Крім того, вони пропагують сексуальну освіту та захищають жінок, яких звинувачували або засуджували за аборті або пов'язаних з цим справах. Гросс також є членом Сальвадорської мережі правозахисників жінок. У 2014 році вона презентувала аудіодоповідь Del Hospital a la Cárcel з питань сексуальних та репродуктивних прав жінок.

## Також
- Симона де Бовуар
- Список лауреаток Нобелівської премії
- Меморіальна премія Джеймса Тіптрі-молодшого
- Жіночі нагороди